# Xã Brown Springs, Quận Hot Spring, Arkansas
Xã Brown Springs (tiếng Anh: Brown Springs Township) là một xã thuộc quận Hot Spring, tiểu bang Arkansas, Hoa Kỳ. Năm 2010, dân số của xã này là 173 người.